# Dorothea Stroschein
Dorothea Stroschein (* 17. Juli 1883 in Dirschau / Westpreußen; † 23. April 1967 in Berlin-Spandau) war eine deutsche Malerin.

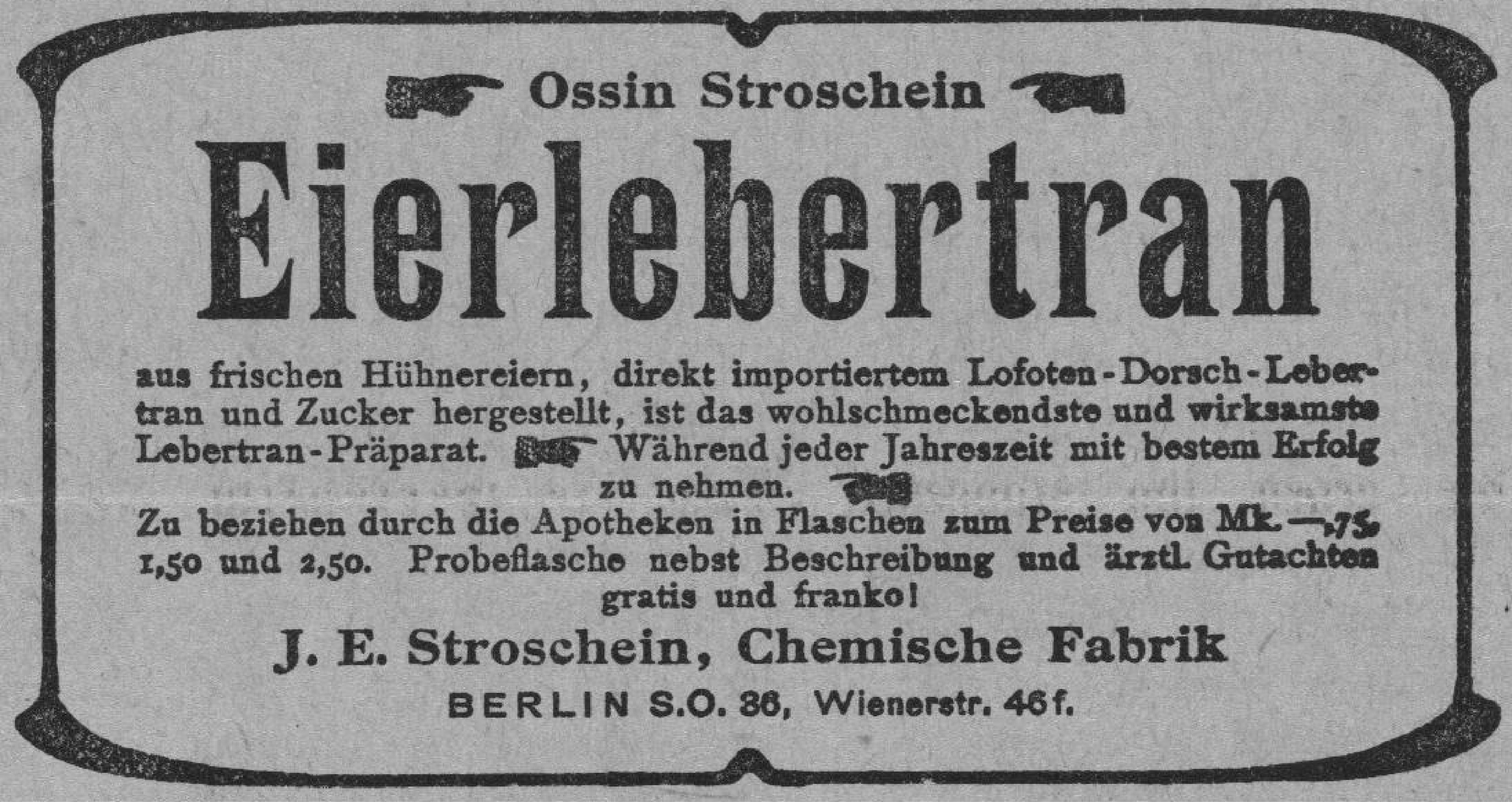
Dresdner Journal 1906, Anzeige: J. E. Stroschein

Dorothea Stroschein wurde in Dirschau, dem heutigen Tczew geboren. Ihr Vater Johann Emil Stroschein war Inhaber einer Apotheke in Zoppot, wo sie auch ihre Kindheit verlebte. 1892 gründete er in Berlin die J. E. Stroschein, Chemische Fabrik KG., Berlin SO 36, eine chemische Fabrik, die mit der Produktion von  Arzneimitteln nach eigenen Patenten gegen Stoffwechselleiden erfolgreich war. In den 1890er Jahren zog die Familie ebenfalls nach Berlin.
Ihre Ausbildung erhielt Dorothea Stroschein in Privatstunden bei einem Berliner Kunstmaler und Zeichenlehrer Wendel sowie bei dem Landschaftsmaler Carl Scherres, die Einnahmen aus der väterlichen Fabrik machten dies möglich. Studienreisen führten sie an das Mittelmeer und nach Brasilien. 1928 kam sie das erste Mal auf die Insel Hiddensee und machte Bekanntschaft mit der Malerin Elisabeth Büchsel. Sie wurde Mitglied des Hiddensoer Künstlerinnenbundes, der seine Heimat in der Blauen Scheune in Vitte hatte. Da sie finanziell nicht auf den Verkauf ihrer Bilder angewiesen war, sind Ausstellungen von ihr außerhalb der Blauen Scheune nicht dokumentiert.
Während der beiden Weltkriege war Dorothea Stroschein als Schwester des Roten Kreuzes und später auch in der Wohlfahrtspflege in Berlin tätig. In der Zeit des Nationalsozialismus, als die gleichgeschaltete sogenannte Deutsche Kunst propagiert wurde, war sie Mitglied der Reichskammer der bildenden Künste in Berlin. Sie starb 1967 und wurde in Berlin-Schöneberg begraben.

„[…] Bei Dorothea Stroschein sind keine neuen Wege der Kunst zu erwarten; ihre Bilder geben in impressionistischer Weise die farbige Schönheit der Insel in der Ostsee wieder. Manchmal sind sie mit trockenem Pinsel als Sinnbild des kargen Landes gemalt. […]“